# Hradište (695 m)
Hradište (695 m) – szczyt w Wielkiej Fatrze na Słowacji. Znajduje się na jej północnych zboczach opadających do Kotliny Turczańskiej, po wschodniej stronie wsi Turčianske Jaseno.
Hradište znajduje się w zakończeniu południowo-zachodniego grzbietu szczytu Jarabiná. Grzbiet ten tworzy prawe zbocza Jasenskiej doliny (Jasenská dolina). Północno-zachodnie zbocza Hradište opadają do dolinki potoku będącej odnogą Jasenskiej doliny, wschodnie opadają do Kotliny Turczańskiej. U południowo-wschodnich podnóży Hradište znajduje się osada Kašová, a w niej dolna stacje wyciągów narciarskich, pensjonaty, restauracja, kawiarnia, wypożyczalnia sprzętu narciarskiego. Zabudowany jest niewielki, zachodni skrawek podnóży Hradište (w widłach Belianskiego potoku i potoku Vôdky. 
Słowo hrad w języku słowackim oznacza gród. Na szczycie Hradište znajdują się jego ruiny (grodzisko).